# Боровицька сотня
Боровицька сотня — військовий підрозділ та адміністративно-територіальна одиниця Чигиринського полку Гетьманщини.

## Історія
Існувала від весни 1648 року.
У «Реєстрі» 1649 року значиться у кількості 100 козаків, яких очолював сотник Іван Проскуренко.
Ліквідована у кінці 1653 р. Територія і козацький склад включені до Бужинської сотні. У списках 1654 року уже не згадується. Відновлювалася тимчасово гетьманом Петром Дорошенком у 1670-их рр.

## Населені пункти
Сотенне містечко Боровиця, нині — село Чигиринського району Черкаської області.